# Jay Emmanuel-Thomas
Jay Aston Emmanuel-Thomas (Londres, Inglaterra, Reino Unido, 27 de diciembre de 1990) es un futbolista inglés que juega de delantero.

## Carrera futbolística

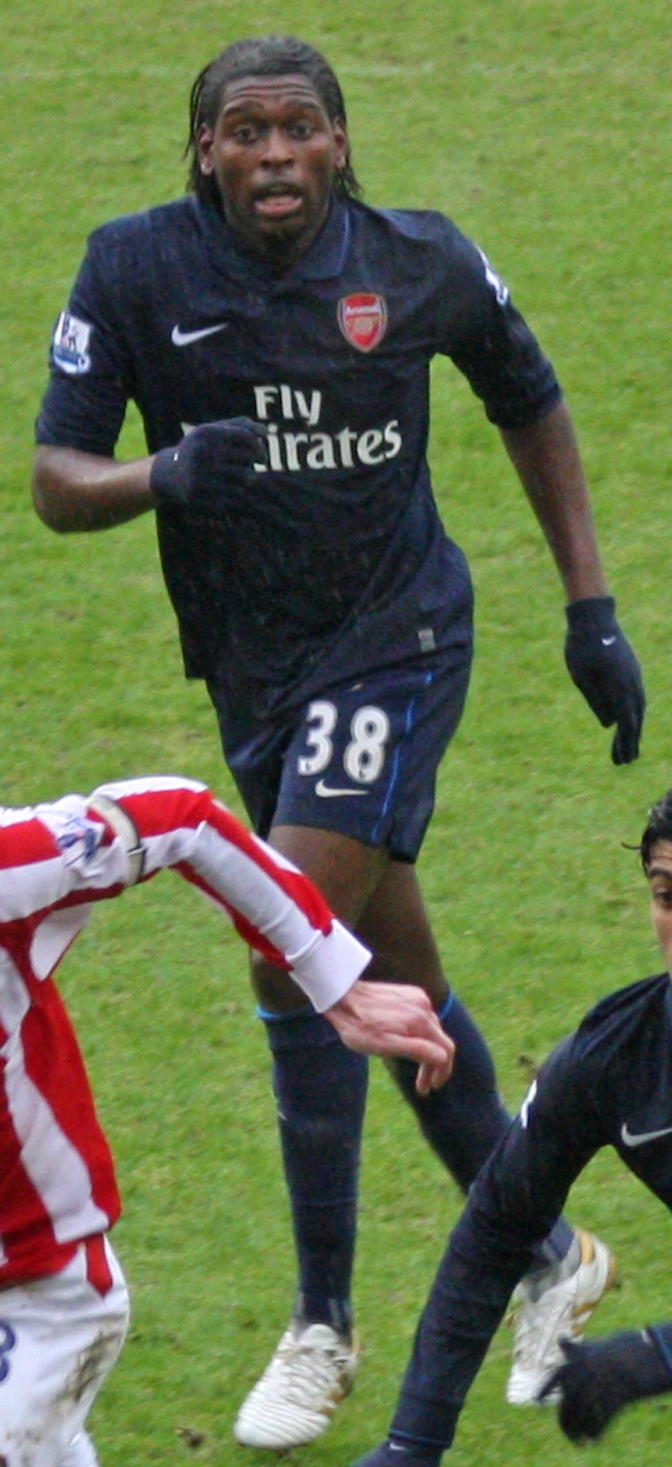
Stoke city vs Arsenal

Comenzó su carrera en el año 2008 en las divisiones inferiores del Arsenal, luego de una temporada fue cedido a préstamo al Blackpool, club en el cual jugó 7 partidos y marcó 1 gol. El 25 de febrero de 2010, el Arsenal lo cedió al Doncaster Rovers donde tendría más minutos y jugaría 12 partidos marcando en ellos 5 goles. Allí permaneció durante una temporada. Regresó a su equipo y en enero de 2011 este lo cedió al Cardiff por 300 mil euros. Jugaría media temporada y en 9 partidos marcaría 2 goles. Volvió del préstamo al Arsenal; sin embargo, 2 meses más tarde lo ficharía el Ipswich Town por una cantidad de 1,25 millones de euros. Allí jugó 41 partidos y marcando 9 goles. Luego de su buen paso por el equipo inglés; en julio de 2013, el Bristol City se haría con sus servicios, donde jugó 2 temporadas disputando 70 partidos y marcando el récord personal de 33 goles, encontrándose con el mejor momento de su carrera. En junio de 2015 el Bristol City no le renovó el contrato y el jugador fue fichado por el Queens Park Rangers. Allí estaría media temporada jugando 8 partidos y marcando 5 goles. La siguiente temporada, el QPR lo cedió a préstamo por un precio de 600 mil euros al MK Dons. En julio de 2016 regresó del préstamo a su club, Queens Park Rangers Football Club, sin embargo, fue cedido en el mercado de verano de 2016 al Gillingham Football Club. Finalizó el préstamo y regresó nuevamente al conjunto londinense. El 9 de enero de 2019, luego estar media temporada sin equipo, lo fichó el PTT Rayong tailandés, donde jugó 11 partidos y anotó solo un gol.

## Selección nacional
Ha jugado para la selección de Inglaterra sub-19.

## Clubes
| Club                              | País       | Año       |
| --------------------------------- | ---------- | --------- |
| Arsenal F. C.                     | Inglaterra | 2009-2011 |
| Blackpool F. C. (cedido)          | Inglaterra | 2009      |
| Doncaster Rovers F. C. (cedido)   | Inglaterra | 2010      |
| Cardiff City F. C. (cedido)       | Gales      | 2011      |
| Ipswich Town F. C.                | Inglaterra | 2011-2013 |
| Bristol City F. C.                | Inglaterra | 2013-2015 |
| Queens Park Rangers F. C.         | Inglaterra | 2015-2018 |
| Milton Keynes Dons F. C. (cedido) | Inglaterra | 2016      |
| Gillingham F. C. (cedido)         | Inglaterra | 2016-2017 |
| PTT Rayong                        | Tailandia  | 2019      |
| Livingston F. C.                  | Escocia    | 2020-2021 |
| Aberdeen F. C.                    | Escocia    | 2021-2022 |
| Jamshedpur F. C.                  | India      | 2022-2023 |
| Kidderminster Harriers F. C.      | Inglaterra | 2024      |
| Greenock Morton F. C.             | Escocia    | 2024      |